# Ota I. Švábský
Ota I. Švábský (954 – 31. října nebo 1. listopadu 982) byl vévoda švábský od roku 973 a bavorský vévoda od roku 976 z dynastie Liudolfingů.

## Život
Narodil se roku 954 jako jediný syn Liudolfa, vévody švábského, a jeho manželky Idy. Otovi byly jen tři roky v době, když umřel jeho otec. V roce 976 byl uvězněný Jindřich II. Svárlivý zbaven moci v Bavorsku kvůli jeho revoltě, místo něj tedy na trůn císař Ota II. dosadil nového panovníka, jímž byl právě Ota. Ota se díky tomuto kroku tak stal prvním vladařem v říši, který držel dvě vévodství najednou. Bývalému vévodovi Jindřichovi byly odejmuty i tituly markraběte nordgavského a vévody korutanského, ty však ke svému soustátí Ota nepřipojil.
Ota se později v roce 977 zasloužil o potlačení povstání tří vládců, jimiž byli sesazený Jindřich II. Svárlivý, augsburský biskup Jindřich I. a Jindřich I. Korutanský. Ještě v roce 980 se prameny o Otovi zmiňují, jak doprovázel císaře Otu II. na tažení do severní Itálie, kde probíhaly půtky s byzantskými a arabskými bojovníky.
Ota zemřel buď 31. října, nebo 1. listopadu roku 982 v italském městě Lucca. Ota se nikdy neoženil, proto po sobě nezanechal žádné potomky.

## Odkaz v umění
V 11. století byl vytvořen tzv. Matyldin kříž, pravděpodobně zhotovený ve městě Essen, na kterém je vyobrazen i Ota se svou sestrou Matyldou, po níž je kříž pojmenován.

## Genealogie
| Ota I. Veliký * 23. listopadu 912 † 7. května 973 | Ota I. Veliký * 23. listopadu 912 † 7. května 973 |                       |                       | Edita Anglická * cca 910 † 29. ledna 946 | Edita Anglická * cca 910 † 29. ledna 946 |  |  | Heřman Švábský | Heřman Švábský |     |     | ? | ? |
|                                                   |                                                   |                       |                       |                                          |                                          |  |  |                |                |     |     |   |   |
|                                                   |                                                   |                       |                       |                                          |                                          |  |  |                |                |     |     |   |   |
|                                                   |                                                   | Liudolf Švábský † 956 | Liudolf Švábský † 956 |                                          |                                          |  |  |                |                | Ida | Ida |   |   |
|                                                   |                                                   |                       |                       |                                          |                                          |  |  |                |                |     |     |   |   |
|                                                   |                                                   |                       |                       |                                          |                                          |  |  |                |                |     |     |   |   |
|                                                   |                                                   |                       |                       | Ota I. Švábský * 954 † 982, Lucca        |                                          |  |  |                |                |     |     |   |   |